# Сеговійський собор
Сегові́йський собо́р (ісп. Catedral de Segovia), або Катедра́льний собо́р Внебовзя́ття Ді́ви Марі́ї (Catedral de Nuestra Señora de la Asunción) — католицький катедральний собор в Іспанії, в місті Сеговія. Головний храм Сеговійської діоцезії. Названий на честь Внебовзяття Діви Марії. Вважається останнім збудованим в Іспанії готичним собором в стилі пізньої, так званої полум’яної готики. Останній великий готичний собор у Європі взагалі. Цей собор за красу та величність часом називають «La Dama de las Catedrales», тобто «пані соборів». Собор розташований на найвищій точці міста тому його добре видно з усіх боків.

## Історія
Старий собор, збудований ще в ХІІ столітті був зруйнований у 1521 під час повстання комунерос, тож замість відбудовувати його було вирішено спорудити новий. Від старого храму збереглася лише галерея. Собор було закладено за наказом Карла І в 1525 році. Почав будівництво саламанський архітектор Хуан Гіль де Онтаньон, продовжив його син Родріго Гіль де Онтаньон. Спорудження затяглося і тривало більш як двісті роки – хоча основні роботи припали на 1525-1577 роки, але будівництво тривало аж до XVIII століття.
Розміри собору 105 метрів у довжину, 50 метрів у ширину, 33 у висоту, висота ж дзвіниці 88 метрів. Первісно дзвіницю вінчав шпиль, а її загальна висота досягала 100 метрів. У 1614 році під час грози блискавка влучила у башту і викликала пожежу тож дзвіницю довелося перебудувати через що вона стала на 12 метрів нижча, а шпиль замінили сучасним куполом. До середини XX століття дзвонарі жили в самій дзвіниці.
Головний фасад споруди – західний. Його портал (Puerta del Perdón) прикрашений зображенням Богородиці авторства Хуана Гуаса. На півдні розташований портал Puerta de San Geroteo названий на честь першого єпископа Сеговії. На півночі Puerta de San Frutos – вхід споруджений у XVII столітті на честь покровителя міста святого Фрутоса.
Собор має три нефи з поперечним трансептом, має додаткове ліве крило – сакрістію, обхідну галерею та 18 капел прикрашених картинами та скульптурами. У вікнах старовинні вітражі. За винятком ренесансного куполу, зведеного в 1630 році, інтер’єр собору витримано в єдиному готичному стилі.

## Інтер'єр

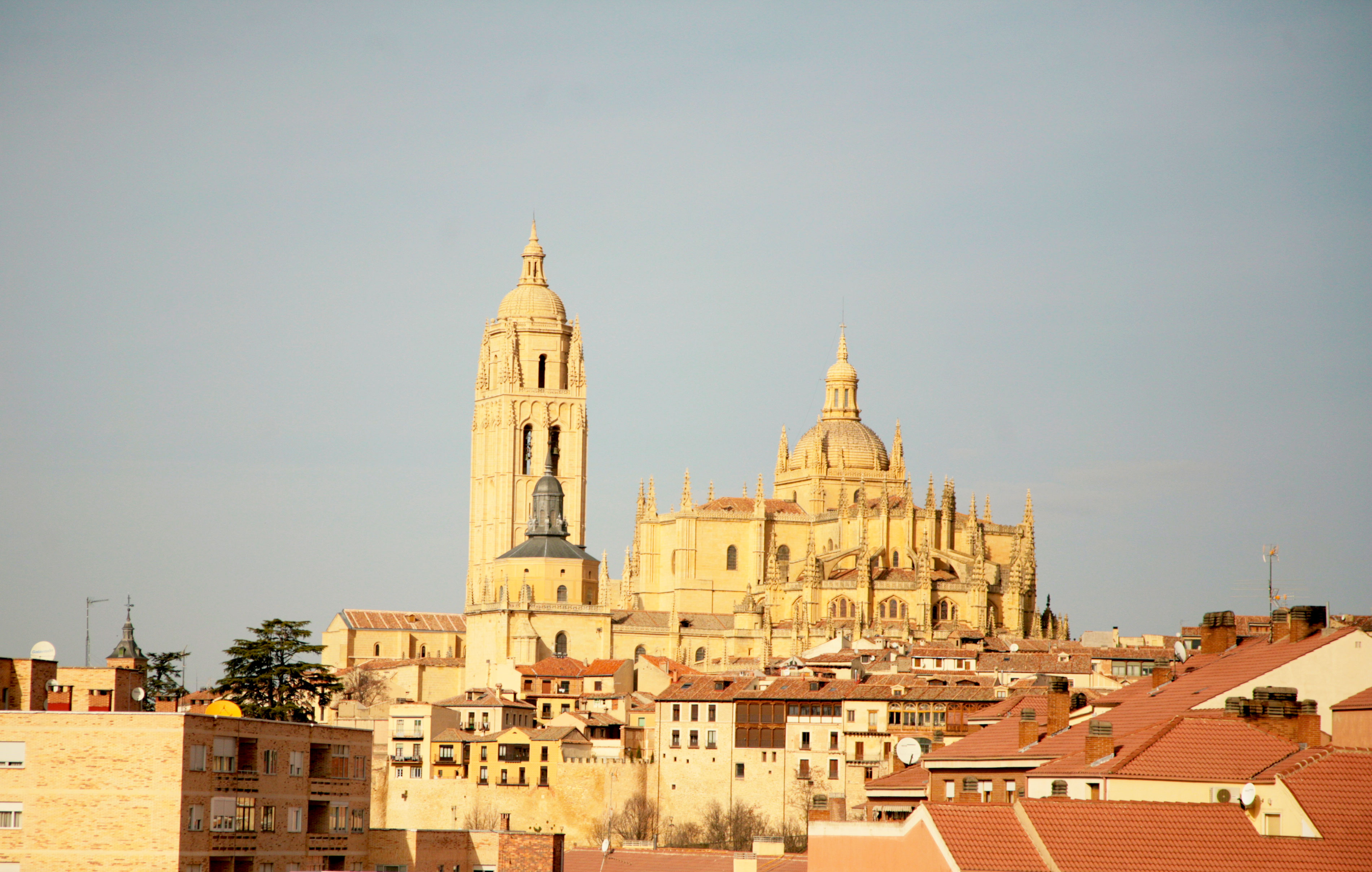
Собор із міста

Головний вівтар храму присвячений Богородиці Миротворній (Virgen de la Paz) виготовлений Франсіско Сабатіні з мармуру та яшми. Цей вівтар прикрашено статуями сеговійських святих Фруктуса, Герофея, Валентина та Егнації. Серед капел виділяється капела Пресвятого Таїнства (capilla de Santísimo Sancramento) з чудовим ретабло роботи Хосе де Чуррігера, триптихом фламандця Амброза Бенсона, а також статуєю Христа де Лосойя роботи Мануеля Перейри. В хорах збереглися два великих барокових органи XVIII століття та різьблені готичні сидіння ще з попереднього собору. Всередині капели Оплакування (capilla de la Piedad) знаходиться «Поховання Христове» роботи Хуана де Хуні. У капелі Мертвого Христа (capilla del Cristo Yacente) зберігається однойменна картина Грегоріо Фернандеса, а в капелі Поховання (la capilla del Santo Entierro) - його ж «Зняття з хреста». У залі капітулу (Sala Capitular) колекція фламандських гобеленів XVII століття, присвячених цариці Зебії. У кафедральному музеї, розміщеному в старовинній критій галереї роботи архітектора Хуана Гуаса, експонуються твори відомих іспанських художників Педро Берругете, Алонсо Санчеса Коельо і придворного художника імператора Карла V Бернарда ван Орлея. В музеї є колекція ювелірних виробів толедських та сеговійських майстрів. В бібліотеці собору зберігаються середньовічні рукописи з ХІІ сторіччя починаючи та інканабули серед яких перша книжка Сеговії видрукувана у 1472 році.